# Ieva Kubliņa
Ieva Kubliņa (Riga, 8 luglio 1982) è un'ex cestista lettone.
Alta 193 cm, giocava come centro.

## Carriera
È stata selezionata dalle Indiana Fever al terzo giro del Draft WNBA 2004 (31ª scelta assoluta).
Con la Lettonia ha disputato i Giochi olimpici di Pechino 2008 e due edizioni dei Campionati europei (2007, 2011).